# Hemidactylus jubensis
Hemidactylus jubensis är en ödleart som beskrevs av  George Albert Boulenger 1895. Hemidactylus jubensis ingår i släktet Hemidactylus och familjen geckoödlor. Inga underarter finns listade i Catalogue of Life.